# Jateorhiza
Jateorhiza es un género con seis especies de plantas de flores perteneciente a la familia Menispermaceae. Nativo del África tropical. 

## Especies seleccionadas
- Jateorhiza calumba
- Jateorhiza columba - colombo[1]
- Jateorhiza lobata
- Jateorhiza miersii
- Jateorhiza palmata
- Jateorhiza strigosa